# فرنسيس كوتن
فرنسيس كوتن هو فلاح وصحفي وسياسي أسترالي، ولد في 5 مايو 1857، وتوفي في 28 نوفمبر 1942. نشط حزبياً في حزب العمال الأسترالي. وقد انتخب عضو الجمعية التشريعية لنيو ساوث ويلز ‏.